# ریوتارو کاروبه
ریوتارو کاروبه (انگلیسی: Ryutaro Karube؛ زادهٔ ۱۹ دسامبر ۱۹۹۲) بازیکن فوتبال اهل ژاپن است.